# Kindu
Kindu, anciennement Kindu Port-Empain (d'après le nom du baron Édouard Louis Joseph Empain), est une ville de la république démocratique du Congo, chef-lieu de la province du Maniema. Elle se situe au nord de Kasongo et à l'ouest de la ville de Baraka.

## Géographie
La ville de Kindu est située sur les rives du fleuve Congo ou Lualaba à 2° 57′ S, 25° 55′ E sur une élevation approximative de 450 m de haut et une altitude de 472 m, elle est desservie par la route RP508 à 1 820 km à l'est de la capitale Kinshasa.

## Histoire
La ville de Kindu est composée d'une population hétérogène, comprenant les Bantous, les Mongos, les Basongés. Ces populations ont envahi la ville à la suite des mouvements migratoires qu'à connu la province du Maniema au XVe siècle. Vers 1860, les commerçants arabes-swahilis s'installent dans la ville et y apportent ainsi leur culture. Le 5 décembre 1876, Henry Morton Stanley arrive dans la ville et la décrit comme étant remarquablement longue avec une large rue de trente pieds de large et deux miles de longueur, et derrière la ville, des bananes et des palmiers.

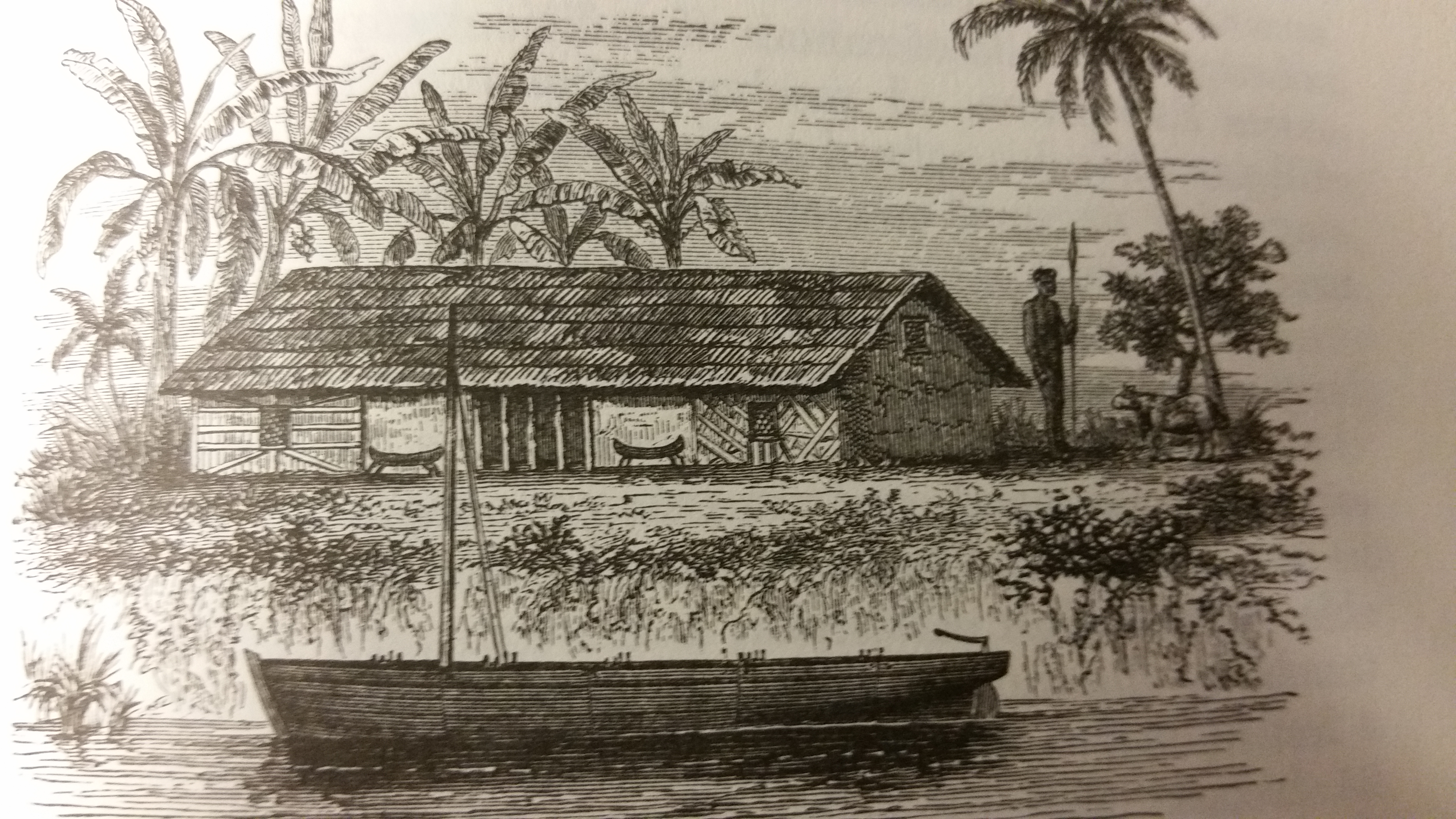
Village Ikondu tel que vu par Stanley

La mission est ouverte par les Pères du Saint-Esprit qui font construire une église, puis une école tenue par les filles de la Croix.
En 1950 la population de la ville s'élevait à  11,724 habitants dont 382 européens.

## Environnement
À Kindu, les étés sont courts, très chaud et partiellement nuageux ; les hivers sont chaud, précipitation et couvert ; et le climat est oppressant tout au long de l'année. Au cours de l'année, la température varie généralement de 20 °C à 30 °C et est rarement inférieure à 18 °C ou supérieure à 33 °C .

### Climat
La ville de Kindu a un climat tropical ayant deux saisons: saison de pluie et saison sèche. La température ambiante varie entre 23 °C et 35 °C.
| Mois                              | Jan. | Féb. | Mars | Avril | Mai  | Juin | Jul. | Août | Sep. | Oct. | Nov. | Déc  | Année |
| --------------------------------- | ---- | ---- | ---- | ----- | ---- | ---- | ---- | ---- | ---- | ---- | ---- | ---- | ----- |
| Température minimal moyenne (°C)  | 20.7 | 20.8 | 20.9 | 21.1  | 20.9 | 20.1 | 19.5 | 19.9 | 20.2 | 20.4 | 20.6 | 20.8 | 20    |
| Température moyenne (°C)          | 25   | 25   | 25   | 25    | 26   | 25   | 23   | 25   | 25   | 25   | 25   | 25   | 25    |
| Température maximale moyenne (°C) | 29.8 | 30.3 | 30.7 | 30.9  | 30.9 | 30.3 | 29.2 | 29.8 | 30.5 | 30.5 | 30.4 | 29.9 | 30    |
| Précipitations (mm)               | 178  | 142  | 197  | 169   | 101  | 30   | 38   | 83   | 122  | 159  | 222  | 211  | 1590  |

## Administration

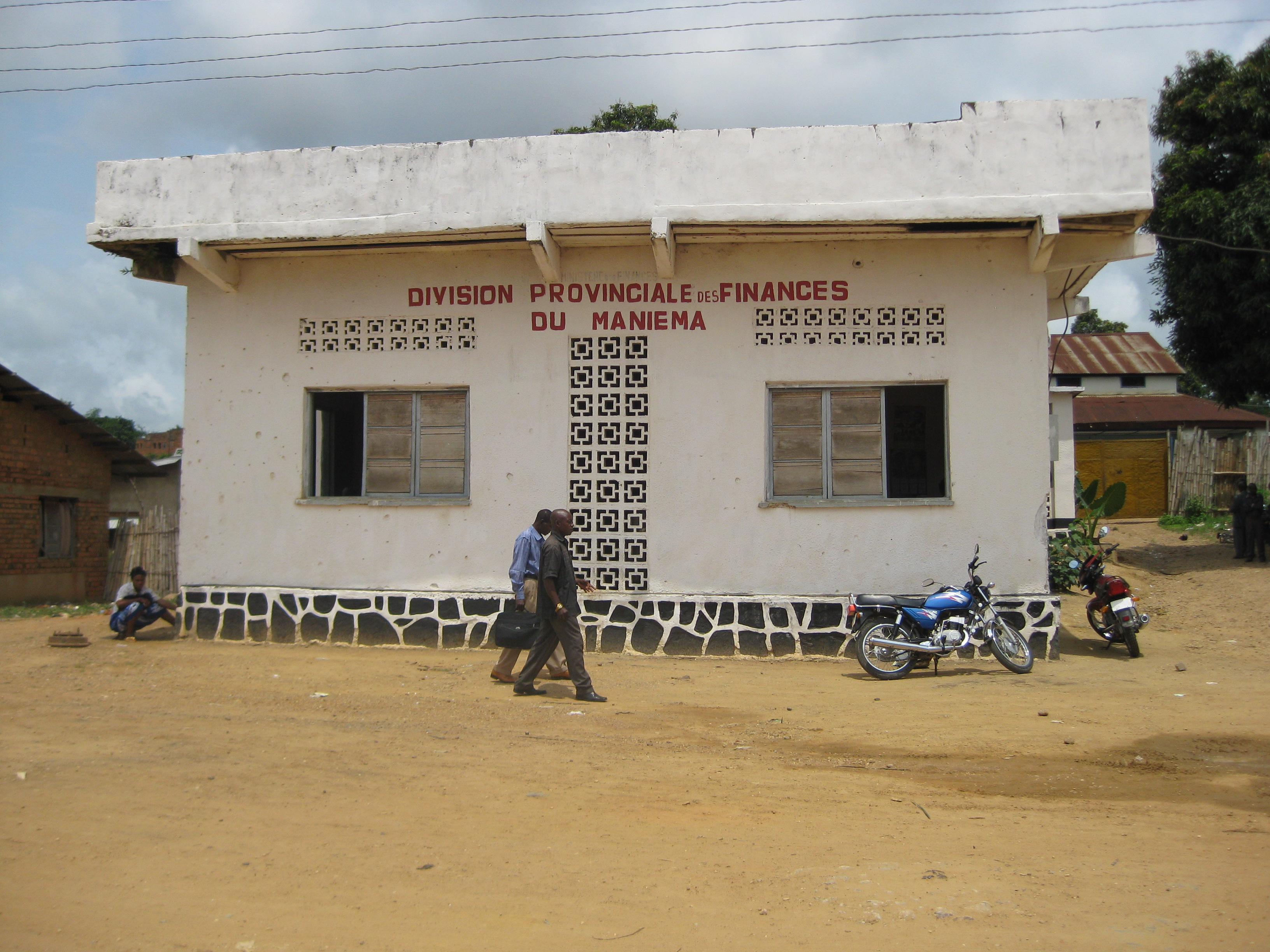
Division provinciale des finances du Maniema

Chef-lieu provincial de 148 086 électeurs enrôlés pour les élections de 2018, elle a le statut de ville constituée de trois communes urbaines de moins de 80 000 électeurs:
- Alunguli, (29 176 électeurs, 7 conseillers municipaux)
- Kasuku, (63 207 électeurs, 7 conseillers municipaux)
- Mikelenge, (55 703 électeurs, 7 conseillers municipaux)

## Population

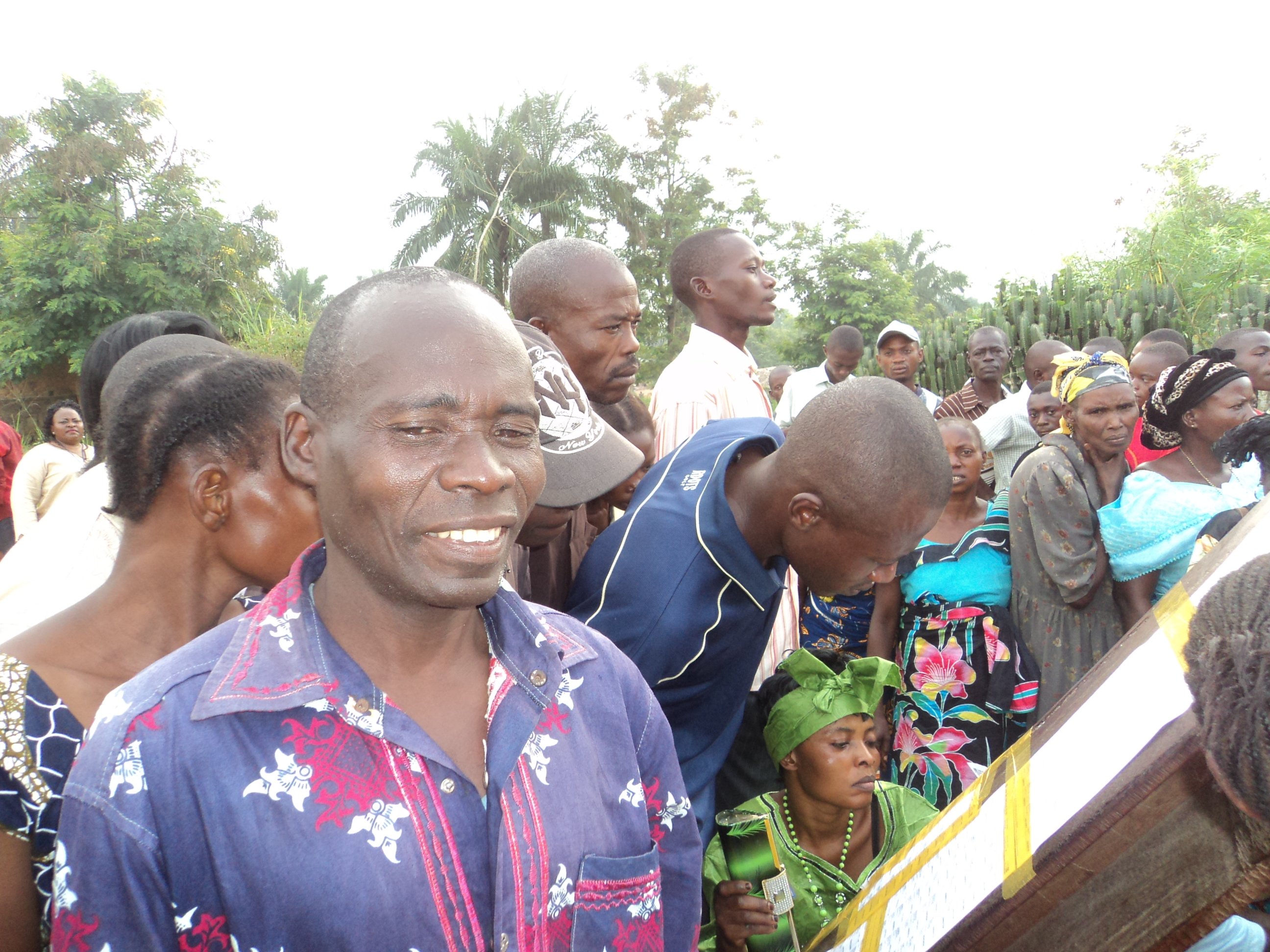
Habitants de Kindu (2010)

Le recensement date de 1984, l'accroissement annuel est estimé à 3,05 en 2012,.
| 1950   | 1984   | 2004    | 2012    |
| ------ | ------ | ------- | ------- |
| 11 724 | 66 812 | 135 534 | 172 321 |

## Culture
Les principaux groupes ethniques de la ville de Kindu sont: les Balega (30%), les Bazimba (20%), les Bakusu (15 %), les Basongola (10%), les Babangubangu (10%) et autres (15%).
La population est majoritairement catholique, mais on y trouve également d'autres religions telle que la religion musulmane, la religion protestante et les autres. La langue la plus parlée dans la ville est le swahili suivi du lingala.
La plupart de la population du maniema vit de l'agriculture et la pêche artisanale sur le fleuve Congo. Souvent le commerce est fait par les non-originaires (les Nande du Nord-Kivu, les Indiens, les Libanais et les autres).

## Enseignement

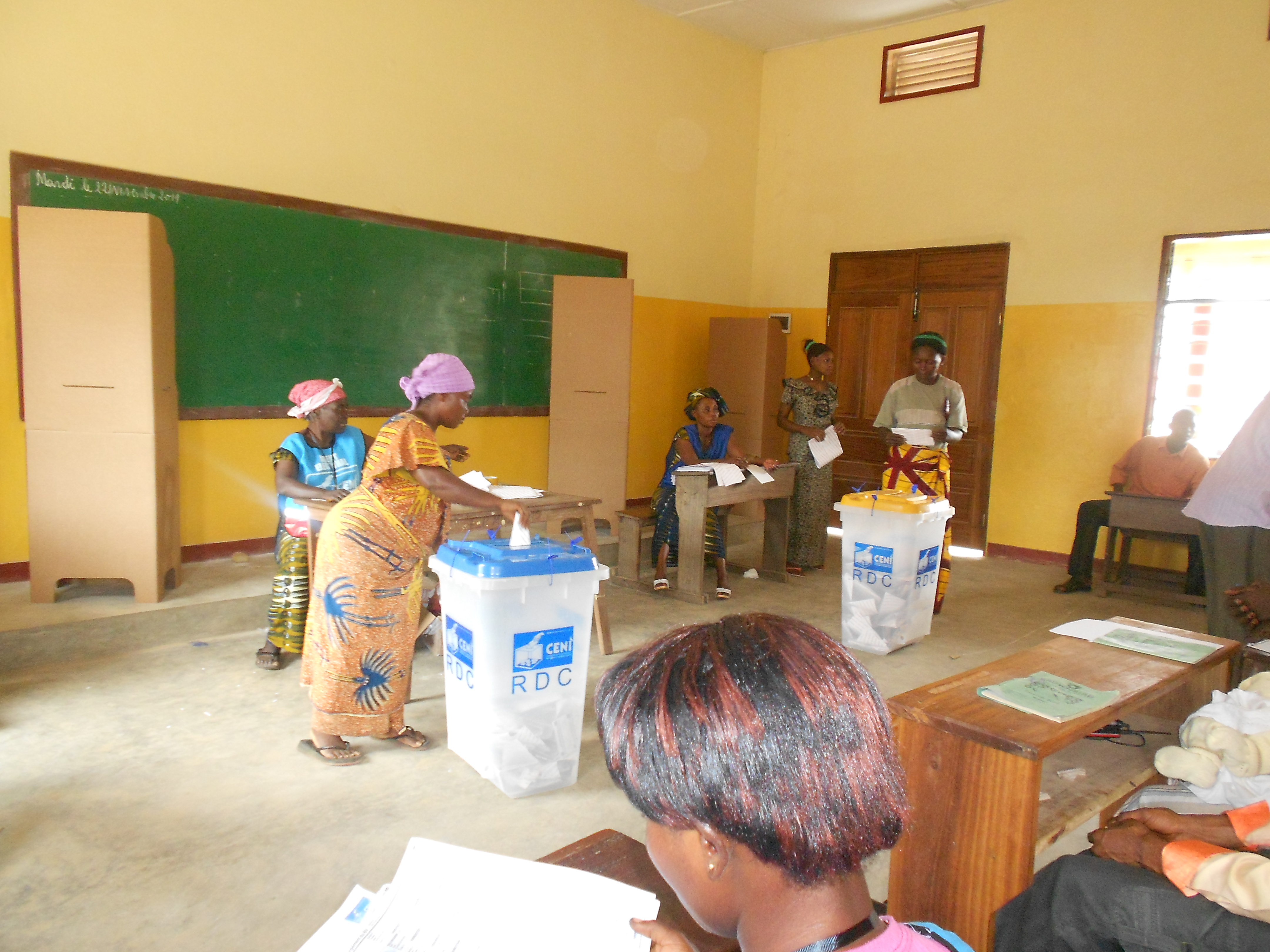
Bureau de vote en établissement scolaire (2011)

### Primaire et secondaire
L'enseignement primaire et secondaire est régi par le ministère de l'enseignement primaire, secondaire et professionnel.
Tout statut confondu (public/privé), il existe 181 écoles primaires et 141 écoles secondaires. On dénombre 33144 élèves fréquentant l'école au cours de l'année scolaire 2015-2016.

### Supérieur et universitaire
L'université de Kindu est le principal établissement d'enseignement supérieur et universitaire de la ville. Elle compte 5 facultés. À ses côtés on trouve d'autres établissements tels qu'Université Simon Kimbangu, Université Mapon, Institut des bâtiments et travaux publics, Institut supérieur des techniques médicales, institut supérieur de commerce, institut supérieur de développement rural, etc.

## Économie

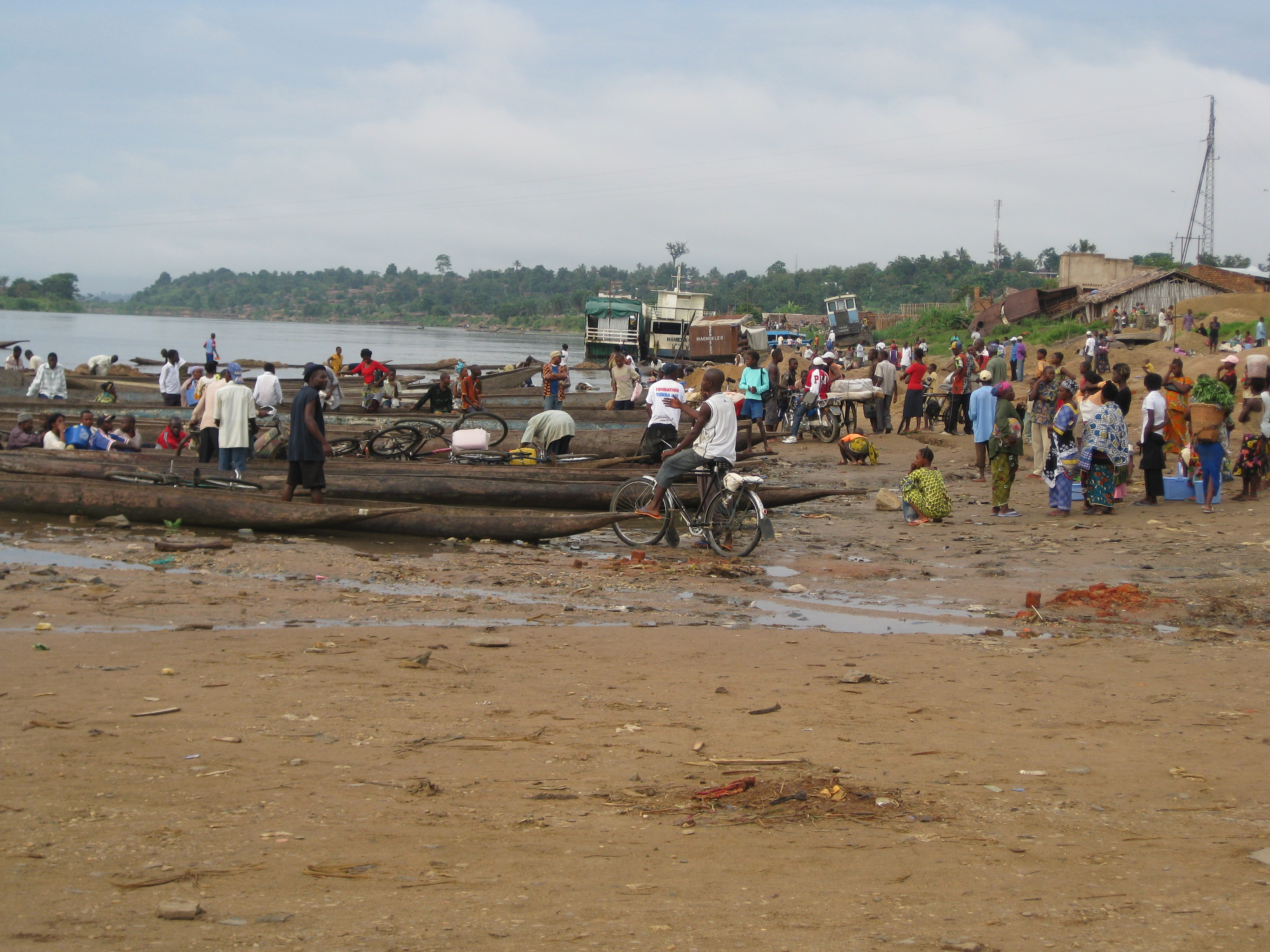
Port de Kindu (2009)

La ville possède une gare ferroviaire et est reliée à Lubumbashi par le train « la Palme d'or ».
Kindu possède un port fluvial reliant Kindu à Ubundu et de là il y a un train pour aller à Kisangani. Le commerce est fait par les non-originaires (les Nande du Nord-Kivu, les Indiens, les Libanais et les autres). La majorité de la population locale vit de l'agriculture, pêche et du petit commerce.

## Transports
La ville est reliée par le transport aérien avec l’Aéroport de Kindu.

## Lieux de culte

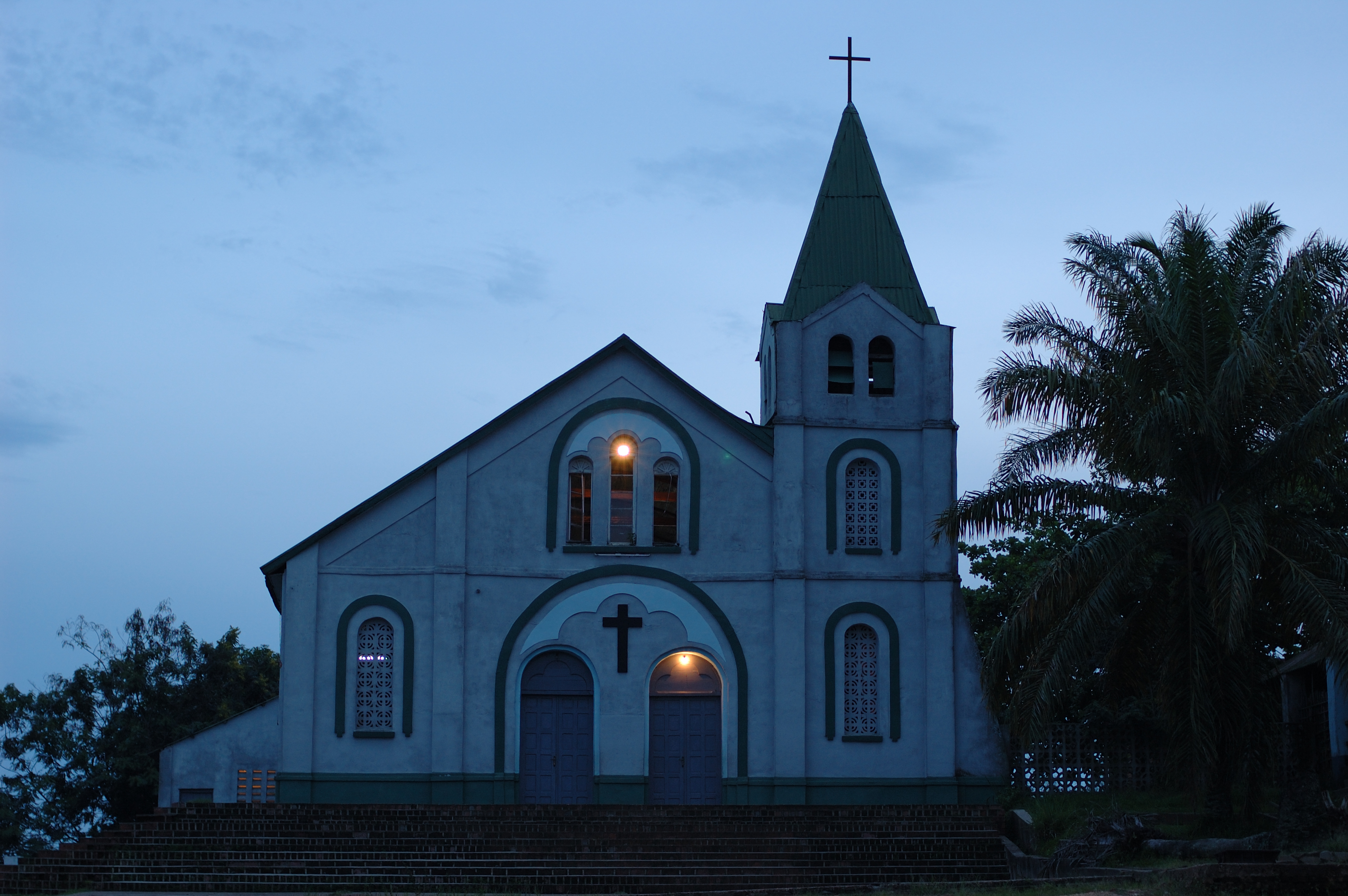
Cathédrale à Kindu.

Parmi les lieux de culte, il y a principalement des églises et des temples chrétiens : Diocèse de Kindu (Église catholique), Église kimbanguiste, Communauté baptiste du Congo (Alliance baptiste mondiale), Communauté baptiste au centre de l'Afrique (Alliance baptiste mondiale), Assemblées de Dieu, Province de l'Église anglicane du Congo (Communion anglicane), Communauté Presbytérienne au Congo (Communion mondiale d'Églises réformées). Il y a aussi des mosquées musulmanes .

## Personnalités liées à Kindu

### Naissance à Kindu
- Steve Wembi (1984-), journaliste d'investigation et criminologue congolais.
- Matata Ponyo Mapon (1964-), homme politique congolais.
- Jody Lukoki (1992-2022), joueur de football néerlandais.